# Roger Philip Wodehouse
Roger P. Wodehouse (Toronto, 9 de diciembre de 1889-South Hero, 30 de julio de 1978) fue un botánico canadiense-estadounidense, importante especialista en polen.
Después de obtener su licenciatura en la Universidad de Toronto en 1913, asistió a la Universidad de Harvard en 1916. Se naturalizó, trabajó como especialista químico de varias casas farmacéuticas en Boston y Nueva York. Terminó el Ph.D. en 1928 en la Universidad de Columbia, pasa a los laboratorios de Leder como director de investigación.
Su obra «Granos del polen», aparece en 1935 y se reimprime en 1959. En este libro sobre los granos de polen ilustra maravillosamente cada uno con dibujos lineales detallados.
- La abreviatura «Wodehouse» se emplea para indicar a Roger Philip Wodehouse como autoridad en la descripción y clasificación científica de los vegetales.[1]

Posee dos registros de identificaciones y nombramiento, en conjunto con su colega Henry Allan Gleason sobre especies de la familia Gentianaceae (IPNI).

## Obra
1. 1926. Morphology of pollen grains in relation to plant classification. N.Y. Bot. Gard. Jour. 27:145-154
2. 1928. The phylogenetic value of pollen grain characters. Ann. Bot. 42: 891-934
3. 1929. Ph.D. dissertation, Harvard. The origin of symmetry patterns of pollen grains. Bull. Torr. Bot. Club, 56: 339-350
4. 1931. Pollen grains in the identification and classification of plants. VI. Polygonaceae. I, II, V. American Journal Botany 58: 749-764
5. 1932. Tertiary pollen I. Pollen of the living representatives of the Green River flora. Bull. Torrey Bot. Club, 59: 313-340
6. 1933. Tertiary pollen II: The Oil Shales of the Eocene Green River Formation. Bull. Torrey Bot. Club 60: 470-524
7. 1934. Shapes of pollen grains. Practical Microscopy 1: 23-35
8. 1935. Pollen grains. McGraw Hill Book Company, New York, 574 pp. & 14 planchas
9. 1935. The Pleistocene Pollen. Introductory note by Hellmut de Terra. (Cachemira) Connecticut Academy of Arts & Sciences Memoirs 9: 1-18
10. 1935. Pollen grains. Their structure, identification and significance in science and medicine. McGraw-Hill Book Company, New York Londres
11. 1936. Evolution of pollen grains. Botanical Review 2: 67-84
12. Smith, A.C.; Wodehouse, R.P. 1938. The American species of Myristicaceae. Brittonia 2(5): 393-510
13. 1945. Hayfever plants, their appearance, distribution, time of flowering, and their role in hayfever, with special reference to North America. The Chronica Botanica Co., Waltham, Mass 245 pp.

## Fuente
- Wiki culturaapicola (enlace roto disponible en Internet Archive; véase el historial, la primera versión y la última).